# Curtiss PN-1
El Curtiss PN-1 fue un caza nocturno biplano monoplaza estadounidense construido por la Curtiss Aeroplane and Motor Company usando planos de la División de Ingeniería (Engineering Division) del Servicio Aéreo del Ejército de los Estados Unidos, en los años 20 del siglo XX.

## Diseño y desarrollo
Diseñado para el USAAS, el PN-1 fue el primer y único diseño con la designación PN (Pursuit, Night (Persecución, Nocturno)). Se diseñó específicamente para la tarea, buscándose las mejores características de vuelo a baja velocidad, para facilitar el despegue y el aterrizaje en aeropuertos pequeños y oscurecidos. La carga alar era relativamente baja y disponía de alerones equilibrados, siendo el único caza estadounidense de la época en estar pintado de negro.
Se asignó la construcción de tres aviones (matrículas 63276/63278) a Curtiss, que le dio internamente la designación Model 21. El primero de ellos se construyó con alas cantilever, pero fue modificado en agosto de 1921 con la adición de soportes de acero en N, al estilo del Fokker D.VII. Fue entregado y realizó pruebas estáticas en McCook Field. Parece ser que realizó pruebas de vuelo, pero no se recibieron órdenes de producción, debido a que las prestaciones resultaron insatisfactorias (su velocidad máxima no era mucho mayor que la de los bombarderos de la época). El segundo aparato solo realizó pruebas estáticas, y se canceló la orden de construcción de la tercera unidad. El programa finalizó el 2 de diciembre de 1921.
El PN-1 era de diseño clásico, con tren de aterrizaje fijo de patín de cola. Tenía un fuselaje de tubos de acero soldados recubierto de tela (primer modelo de Curtiss con este sistema constructivo). Las alas eran de madera recubiertas de tela. El motor, un Liberty L-825 de seis cilindros en línea y refrigerado por líquido, entregaba 230 hp, pero solo se produjeron 52 unidades en la planta de Packard antes de que cesase su producción, debido a su rendimiento insatisfactorio. Los tubos de escape eran característicamente largos, llegando desde el motor hasta la cabina del piloto, con lo que se evitaba que el mismo se deslumbrara de noche. El armamento consistía en dos ametralladoras M1919 fijas de tiro frontal.

## Variantes
Model 21
Biplano de caza nocturna, dos construidos.
PN-1
Designación dada por el USAAS al Model 21.

## Operadores
Estados Unidos
- Servicio Aéreo del Ejército de los Estados Unidos

## Especificaciones
Referencia datos: Angel

### Características generales
- Tripulación: Uno (piloto)
- Longitud: 7,2 m (23,5 ft)
- Envergadura: 9,4 m (30,8 ft)
- Altura: 3,1 m (10,2 ft)
- Superficie alar: 27,9 m² (300 ft²)
- Peso vacío: 740 kg (1631 lb)
- Peso cargado: 1048 kg (2309,8 lb)
- Planta motriz: 1× motor lineal de seis cilindros refrigerado por agua Liberty L-825.
  - Potencia: 172 kW (237 HP; 234 CV)

### Rendimiento
- Velocidad nunca excedida (Vne): 174 km/h (108 MPH; 94 kt)
- Alcance: 410 km (221 nmi; 255 mi)
- Techo de vuelo: 7803 m (25 600 ft)
- Régimen de ascenso: 6 m/s (1181 ft/min)

### Armamento
- Ametralladoras: 

  - 2x M1919 de 7,62 mm

## Aeronaves relacionadas

### Secuencias de designación
- Secuencia Numérica (interna de Curtiss): ← 18 - 19 - 20 - 21 - 22 - 23 - 24 →
- Secuencia L-_ (interna de Curtiss): ← L-19 - L-22 - L-41 - L-44 - L-72 - L-79 - L-85 →
- Secuencia PN-_ (Persecución, Nocturno del USAAS, 1919-1924): PN-1